# 王辯那
王 辯那（ワン・ビョンナ、朝鮮語: 왕변나、生没年不詳）は、百済の「長史」として対隋外交を担当した官吏、外交官。百済威徳王代に活躍する。中国系の百済人。官職は長史。

## 概要
百済は、対中国外交に中国系の百済人を多用するが、王辯那も同様のケースとみられる。598年、王辯那は百済の長史として隋に派遣され、隋が高句麗を攻撃した場合、百済が協力するという百済威徳王の意思を伝達した。その際、王辯那は隋から歓待された。
百済武王代に対隋外交を担当した百済の最高位の官職「佐平」を保持する王孝隣は、王辯那の親族とみられる。